# Phacochoerini
Phacochoerini — триба парнопалих тварин, яке охоплює бородавочників.